# Achada do Carvão
Achada do Carvão é um sítio da freguesia do Curral das Freiras, concelho de Câmara de Lobos, Ilha da Madeira.
Nota: Estas coordenadas correspondem à igreja do Curral das Freiras. Se alguem souber a localização exacta da Achada do Carvão agradece-se que as corrijam.